# Międzynarodowe Targi Techniki Rolniczej Agrotech
Międzynarodowe Targi Techniki Rolniczej Agrotech – cykliczna impreza targowa odbywająca się w Targach Kielcach. Swoją ofertę prezentują na nich przede wszystkim producenci pojazdów i maszyn rolniczych, firmy produkujące urządzenia do pakowania produktów, dystrybutorzy nawozów i środków ochrony roślin.
Agrotech to największe targi branży rolniczej w Europie Środkowo-Wschodniej. Wydarzenie od lat pozostaje objęte są patronatem Ministra Rolnictwa i Rozwoju Wsi.

## Historia
Historia targów AGROTECH zaczęła się w Targach Kielce jesienią 1995 roku. Wydarzenie było współorganizowane z Instytutem Budownictwa Mechanizacji i Elektryfikacji Rolnictwa. Zgromadzono około 80 wystawców, w tym 6 zagranicznych. Ekspozycja zajęła 1 halę wystawienniczą, a powierzchnia wyniosła zaledwie 730 metrów kwadratowych. Była to jedna z pierwszych wystaw ówczesnego Centrum Targowego Kielce, która stała się prekursorem kompleksowej prezentacji techniki rolniczej – od światowych marek, po krajowe firmy specjalizujące się w sprzęcie agrarnym.
Targi rozwijały się stopniowo, ale dynamiczny wzrost nastąpił po 2004 roku, czyli po wejściu Polski do Unii Europejskiej, kiedy pojawiły się pierwsze dotacje dla rolnictwa. Podczas XV edycji targów, w 2009 roku, Targi Kielce gościły ok. 500 wystawców z 13 krajów i 35 tysięcy odwiedzających. Od kilku lat, ekspozycję można zobaczyć w 11 halach. W 2018 roku było obecnych aż 70 tys. gości.
W 2019 r. miała miejsce XXV wystawa o rekordowej powierzchni 66 000 metrów kwadratowych odwiedziło je ponad 75 tysięcy zwiedzających. Swoją ofertę prezentowało blisko 750 firm z 25 państw. Imprezie towarzyszyły liczne premiery związane z postępem technologicznym dokonującym się w tej branży. Podczas targów można było znaleźć nowości dotyczące nawożenia, w tym nawożenia azotem zgodnie z najnowszymi wymogami dyrektywy azotanowej.
W trakcie wystaw rolniczych można było korzystać z porad i doświadczenia specjalistów z instytucji związanych z rolnictwem – Agencji Restrukturyzacji i Modernizacji Rolnictwa, Kasy Rolniczego Ubezpieczenia Społecznego. Poruszano także tematy związane z legalnym i bezpiecznym zatrudnianiem cudzoziemców w rolnictwie, którą przygotowała Państwowa Inspekcja Pracy we współpracy ze Strażą Graniczną i KRUS.
29. edycja targów odbyła się w dniach 8–10 marca 2024 r. Zaprezentowało się na nich 520 firm z 17 krajów. Wystawa zajęła 70 tys. m². Targi owiedziło blisko 71 tysięcy osób.

## Puchary i medale targów Kielce
Targi rolnicze Agrotech to miejsce przyznawania wielu prestiżowych wyróżnień. Podczas każdej edycji są wręczane m.in. Medale Targów Kielce. Kluczowe jest propagowanie nowoczesnych metod hodowli oraz pionierskich rozwiązań w uprawach rolniczych. Wręczenie nagród odbywa się podczas uroczystej gali.
Laureaci otrzymują również:
- Puchar Ministra Rolnictwa i Rozwoju Wsi
- Statuetki AGROIMPULS
- Znak Bezpieczeństwa KRUS
- Puchar Krajowej Rady Izb Rolniczych
- Diament Innowacji
- Medale Targów Kielce za elegancję i kompleksowy styl wystąpienia targowego